# Левиатан (филм)
„Левиатан“ (на руски: Левиафан) е руски филм от 2014 година, драма на режисьора Андрей Звягинцев по негов сценарий в съавторство с Олег Негин.

## Сюжет
В центъра на сюжета е семейство в отдалечен град в Северна Русия, което се сблъсква с местните власти и организирана престъпност, които са решили да отчуждят къщата им и да използват мястото за свои нужди. Главните роли се изпълняват от Алексей Серебряков, Елена Лядова, Владимир Вдовиченков, Роман Мадянов.

## Награди и номинации
„Левиатан“ печели наградата „Златен глобус“ за чуждоезичен филм и е номиниран за „Златна палма“, както и за награда на БАФТА и за „Оскар“ за чуждоезичен филм.